# Cordicantharis cordicollis
Cordicantharis cordicollis là một loài bọ cánh cứng trong họ Cantharidae. Loài này được Kuster miêu tả khoa học năm 1854.